# Серетец
Серетец (укр. Серетець) — село в Залозецкой поселковой общине Тернопольского района Тернопольской области Украины.
Код КОАТУУ — 6122688601. Население по переписи 2001 года составляло 478 человек.
До 2020 года входило в Зборовский район.

## Географическое положение
Село Серетец находится на левом берегу реки Серет Левый,
выше по течению на расстоянии в 2 км расположено село Загорье,
ниже по течению на расстоянии в 2,5 км расположено село Подберезцы.

## История
- 1785 год — дата основания.

## Объекты социальной сферы
- Школа I—II ст.
- Клуб.
- Фельдшерско-акушерский пункт.

## Достопримечательности
- Братская могила советских воинов.